# Grupo de Pesquisa - GCET
De acordo com o Conselho Nacional de Desenvolvimento Científico e Tecnológico (CNPq), um grupo de pesquisa é um conjunto de pessoas organizadas hierarquicamente, considerando-se líderes aqueles com mais experiência ou destaque em seu campo.
Os grupos possuem quatro características básicas, que são: fundamento organizador da hierarquia é baseado na experiência, ou seja, destaque e liderança no terreno científico ou tecnológico; existência de envolvimento profissional permanente com a atividade de pesquisa; organização em torno de linhas comuns de pesquisa, e; compartilhamento de instalações e equipamentos. Nesse contexto, o GCET – Grupo de Cultura e Estudos em Turismo, ligado ao Departamento de Turismo e Hotelaria (DTH) do Centro de Comunicação, Turismo e Artes (CCTA), faz parte da UFPB-Universidade Federal da Paraíba, e do Diretório dos Grupos de Pesquisa do CNPq. Tem o intuito de apresentar temáticas plurais, com foco nas questões de interesse acadêmico e empresarial, contribuindo para uma melhor compreensão do Turismo e da Hotelaria, no contexto do patrimônio cultural, impactos socioculturais, econômicos e ambientais, globalização, relações interculturais e comportamento do turista.

### Aplicação
Os grupos de estudos se utilizam, atualmente, em quase todas as atividades de formação, universidades, ensino avançado, aperfeiçoamento, etc. Os grupos de estudos são empregados como adjuvantes no aprofundamento de conteúdos, frequentemente entre dois tópicos do programa de ensino. Em muitas concepções, servem eles ao desenvolvimento independente de um conteúdo de aprendizagem (WIKIPÉDIA, Grupo de estudos) .
Na moderna acepção, empregam-se os grupos de estudos em toda a aula. O papel do professor é, então, o de acompanhante do aprendizado pedagogo e moderador. Os alunos aprendem com autonomia e cooperação; elegem o conteúdo de aprendizagem ou a partir de um amplo leque de opções ou o determinam inteiramente por si mesmos (WIKIPÉDIA, Grupo de estudos) .
Na UFPB, o Grupo de Cultura e Estudos em Turismo (GCET) realiza estudos e eventos com o objetivo de debater, com a sociedade e o meio acadêmico, temáticas relevantes para a melhoria em segmentos da população.
O Grupo de Cultura e Estudos em Turismo (GCET) está construindo a plataforma “www.scientificdatabase.ac” para armazenar os dados da Teoria da Inteligência Multifocal desenvolvida pelo Dr. Augusto Cury. Um projeto mundial que conta com a parceria de instituições renomadas como a Unifuturo Faculdades e Florida Christian University (FCU).

### O êxito do grupo
Seguindo a descrição de critérios para a avaliação de êxito em grupos de estudos D.W. Johnson e R.T. Johnson, publicadas em artigo sobre aprendizagem cooperativa, observou-se que o GCET trabalha em consonância com o proposto.
Dependência positiva
Os membros do grupo dependem um do outro uma vez que nenhum deles pode obter êxito se os outros não participarem ou malograrem. Apenas por intermédio de uma adequada cooperação, os resultados almejados (objetivos comuns) podem ser alcançados. O objetivo comum torna a interdependência essencial, a qual, por sua vez, reforça a motivação dos participantes do grupo.
Responsabilidade individual
Cada membro é responsável pelas atividades do grupo como, por exemplo, a execução de tarefas e a participação nas atividades dos outros pela consecução do objetivo final. Os rendimentos de cada participante tornam-se visíveis e pesam no resultado final.
Interação construtiva
Os aprendizes de um grupo estimulam-se a atingir o objetivos enquanto se ajudam na obtenção de informações, na execução de tarefas, na tomada coletiva de decisões, assim como nas discordâncias.
Habilidades sociais
As habilidade sociais dos participantes são fomentadas de tal modo que o estudante se reconhece no grupo. Os membros constroem uma relação de confiança, a qual é reafirmada pelo trabalho em conjunto que se desenvolve. As habilidade sociais são, também, um pré-requisito para o êxito do grupo de estudos.